# 魔域
《魔域》（英语：Zorks in Space）是由蒂姆·安德森、馬克·布蘭克、布魯斯·丹尼爾斯、戴夫·列柏齡開發的文字冒险游戏，於1977年首次發布，適用於PDP-10大型计算机。四位開發者後來與他人組成Infocom公司，擴展遊戲內容並拆分成三部作品——《魔域Ⅰ：地下大帝國》、《魔域Ⅱ：弗羅博茲巫師》、《魔域Ⅲ：地下城主》，從1980年起於個人電腦市場上發售。在遊戲中，玩家輸入文字指令，讓角色穿越數百個地點並解決謎題和收集寶藏。遊戲程式則扮演敘述者的角色，向玩家描述他們的位置以及命令的結果。遊戲被譽為最著名的互動式小說（文字冒險遊戲）。
安德森、布蘭克、丹尼爾斯、列柏齡受到著名互動式小說和冒險遊戲《巨洞冒險》啟發，在1977年至1979年間於麻省理工学院埋首開發遊戲初期版本。他們希望製作類似的遊戲，但又要求它能夠理解複雜的文字指令。1979年，四人與其他同事共同創立了Infocom公司。布蘭克與喬爾·貝雷斯想出辦法讓多個品牌的微型计算机上可以運行縮小版本的《魔域》，於是這款遊戲得以成為Infocom公司的首批販售產品。遊戲首集《魔域Ⅰ》由發行商個人軟件公司（Personal Software）於1980年發行，但其後Infocom公司購回版權，並於1981年底開始自行發行全部三集遊戲。
《魔域》為Infocom公司帶來巨大的成功，隨著個人電腦市場的擴大，其銷量連年增長。第一集在1982年售出超過3.8萬份，在1984年更售出約15萬份。到了1986年，《魔域》三部曲總銷量超過68萬份，佔公司同期遊戲總銷量的三分之一以上。Infocom公司於1986年被電子遊戲開發商动视收購，次年它開始推出新的《魔域》遊戲以及一系列書籍。遊戲評論家對三集遊戲均給予正面評價，有些人稱《魔域》是當時最好的冒險遊戲，更有些評論譽它為傑出遊戲作品。近代學者指出，《魔域》是冒險遊戲類型的奠基之作，並影響多用戶迷宮（MUD）和大型多人在线角色扮演游戏類型。2007年，《魔域》獲美國國會圖書館評為十款「遊戲經典」之一。

## 遊戲內容

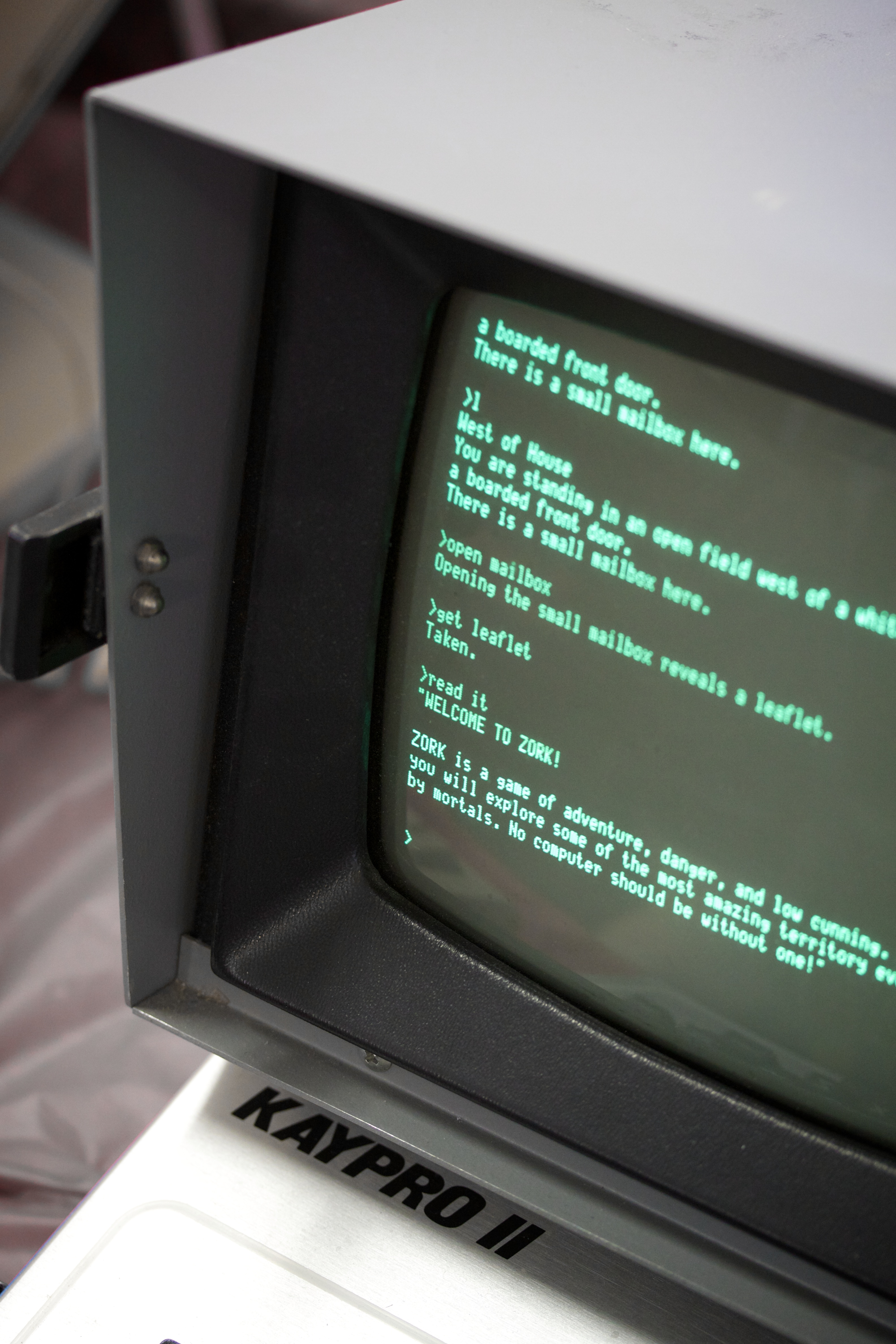
在凱普羅個人電腦（作業系統為CP/M）上運行的《魔域》

《魔域》是款文字冒险游戏，玩家輸入文字指令，讓角色一邊穿越各個地點、解決謎題、收集寶藏，一邊探索地下大帝國的廢墟。遊戲有著數百個地點，各自具有名稱和描述，玩家的指令能與當中的物體、障礙物、生物互動。指令可以是一兩個英語單字（如「提燈（get lamp）」或者「向北走（north）」），或是複雜的短語（如「將燈和劍放入箱子內（put the lamp and sword in the case）」）。不過，指令必須與該地點的環境相符：例如，「提燈」的指令僅在該地點存在「燈」時才有效。遊戲程式充當敘述者，向玩家描述他們的位置以及某些操作的結果。假如遊戲無法理解玩家的指令，它會要求玩家重新輸入。程式常會以有點挖苦的語氣來回應玩家，也會像桌上角色扮演遊戲的遊戲主持者般引導玩家。
最初的1977年版本《魔域》只是單款遊戲。後來，遊戲作商業行銷時被製成三部曲，後兩集增加了新的擴展部分。遊戲世界裡許多地方充滿待解謎題，例如是水壩上的某組按鈕或需要穿越的迷宮。一些謎題甚至存在多種解決方案。例如，由於「大聲房間」的噪音過大，玩家無法進行動作，玩家可以清空附近的水壩來消除落水噪音，或在房間裡喊「迴聲」來改變其音響效果。在首集《魔域Ⅰ》中，一個小偷角色會在地下游蕩，拿走玩家遺落的物品，甚至偷竊財物。玩家可以躲避或戰鬥，並可以在小偷的寶庫中找回被盜的物品。在部分地點玩家則須對抗或擊敗對手。從《魔域Ⅱ》開始，玩家可以學習用於解謎和戰鬥的魔法咒語。在黑暗區域，玩家必須攜帶提燈或其他光源，以免被食人怪物「格魯」吃掉。角色可攜帶的物品上限取決於總重量而非數量。
三集遊戲的主要目標均是收集所有寶藏，其中不少需要解答謎題才能获得。玩家在收集寶藏或完成任務後，分數就會增加，玩家可藉由分數以粗略估計遊戲進度。玩家幾乎可以按照任意順序來穿越遊戲世界並解決謎題，不過有些通道需要玩家先解決謎題才能通過，而有些謎題則要求玩家需先擁有解決其他謎題後獲得的物品。另外，開發團隊在《魔域Ⅲ》中新設了直接影響遊戲結果的計時元素：玩家作出大約130次移動後遊戲世界便會發生地震，打開一條通道同時關閉另一條通道。 三集遊戲中皆需收集寶藏以完成遊戲。

## 劇情
《魔域》不設線性故事情節，大多數設定依賴遊戲物品或地點的描述，以及後續版本中的遊戲手冊。根據設定，早在遊戲開始之前，昆多帝國（Quendor empire）便已征服地表，並在地下建造了巨大的洞穴建築群作擴張。兩百年後，統治者迪姆威特·弗拉特黑德（Dimwit Flathead）將帝國更名為地下大帝國（Great Underground Empire），又建造了大規模但毫無意義的項目，例如地下水壩和皇家博物館。一個世紀後，帝國因財政赤字而土崩瓦解，居民紛紛離去。這個被遺棄的帝國便是三集《魔域》的背景。
在《魔域Ⅰ》中，玩家須扮演無名角色，在一處獨立小區域內的白色房子附近開始遊戲。遊戲大部分時間都在地底下進行，隨後的劇情也是如此。在《魔域Ⅱ》中，玩家會得知弗拉特黑德一族的狀況，並遇到弗羅博茲巫師。這位巫師曾經受人尊敬，但當他的力量開始衰退時，遭到帝國統治者迪姆威特·弗拉特黑德流放。他會在遊戲中隨機出現，並向玩家施放以英文字母「F」開頭的咒語，例如（螢光，會令玩家發光）和（凍結，會令玩家在幾回合不能移動）。而在《魔域Ⅲ》中，玩家須收集地下城主的服裝，並成為他的繼任者。當玩家拿到所有物品後，必須餵食一位老者。隨後老者透露自己是地下城主，並向玩家展示通往最後走廊的門道。當玩家解決最後的謎題後，地下城主便會現身，並將玩家變成自己的模樣，意味著玩家繼承了他的位置。

## 開發

### 初期
1977年5月，蒂姆·安德森、馬克·布蘭克、布魯斯·丹尼爾斯、戴夫·列柏齡開始開發《魔域》。四人皆是麻省理工学院電腦科學實驗室電腦科學研究部旗下的動態建模小組成員，列柏齡是研究人員，其餘三人則是學生。《魔域》受到著名互動式小說和冒險遊戲範例《巨洞冒險》所啟發。該作在當時為數不多的電腦用戶中大受歡迎，熱潮甚至於1977年初蔓延至麻省理工學院。同年5月底，玩家們已經通關。
四位程式設計師打算開發「更好」的文字冒險遊戲，包含更複雜的指令（《巨洞冒險》的指令多由兩個單字組成），以及更易懂的謎題。相較《巨洞冒險》所使用的Fortran编程语言，他們認為自家部門的MDL更適合處理複雜的文本輸入。團隊非常熟悉電子遊戲製作：安德森和布蘭克曾經開發多人益智游戏《冷知識》（Trivia，1976年），列柏齡則深入參與了多人第一人称射击游戏《迷宮》的製作，此作更是史上首款3D第一人称视角游戏。列柏齡首先創建了自然語言輸入系統，即語法剖析器，供遊戲處理玩家輸入的兩個單字指令。安德森和布蘭克則用它來製作了小型文字遊戲原型。《魔域》原型面向數位設備公司的PDP-10大型计算机，它亦是唯一支援MDL程式語言的系統。
在列柏齡休假兩週期間，安德森、布蘭克、丹尼爾斯設計出冒險遊戲概念，然後安德森和布蘭克將它製成《魔域》的早期版本。這個原型包含最終成品中許多概念的簡單版本，包括謎題和地點。安德森稱「人們需要時間來學習如何寫出好的問題」，而列柏齡的首個簡單分析器「幾乎與《巨洞冒險》的一樣聰明」。雖然當時團隊尚未為遊戲命名，但他們習慣在程式寫好之前將它稱為「zork」，這亦是麻省理工學院社群對開發中程序的稱謂。開發小組自稱「實現者」，他們在列柏齡回歸後繼續開發，並由此時至1977年6月不斷添加新功能並反覆修改分析器。遊戲測試時，列柏齡發現角色在房子閣樓上掉進坑洞裡；為此，成員在遊戲中加入食人怪物「格魯」，以取代在黑暗中會讓角色死亡的坑洞。
列柏齡認為，《巨洞冒險》是《魔域》的唯一影響因素，因為當時根本沒有其他可供模仿的遊戲。雖然遊戲戰鬥系統是以《龙与地下城》為藍本，但他宣稱另外三位開發人員從未玩過該遊戲。他還認為語法分析器和相關的文字回應扮演著《龍與地下城》中的地下城主，試圖僅僅透過描述故事來引導玩家，而這也是《巨洞冒險》中語法分析器背後的設計理念。

### 製作
在開發過程中，開發人員並未對外公布遊戲內容；但是，由於麻省理工學院的系統不安全，任何透過ARPANET存取PDP-10大型電腦的人都可以看到正在運行的程式。因此，一小撮人（當中許多人曾遊玩《冷知識》或為其作出貢獻）開始「窺探」系統中的新程式。他們發現了名為「Zork」的全新冒險遊戲，並以此名稱向外散佈消息。據列柏齡所說，這個社群有數十甚至數百名玩家，他們在遊戲開發過程中與開發人員互動，測試新增內容，並提交錯誤報告。開發人員添加了命令記錄功能，以記錄玩家嘗試使用但不成功的命令。
到了六月底，遊戲的內容大約是《魔域》最終版的一半，且擁有龐大的玩家群體。開發團隊隨後新增火山和煤礦等地點，並在短時間內將工作重心轉移至改進游戏引擎和增加游戏存档功能上。由於TENEX和TOPS-20這些PDP-10電腦操作系统比麻省理工學院所使用不相容分時系統更受歡迎，因此在玩家要求下，團隊還增加了遊戲在不同作業系統上運行的功能。這些玩家隨後建立了郵件列表，來分發遊戲更新。1977年秋天，開發團隊重新開始創作，接著推出新內容「愛麗絲夢遊仙境」和戰鬥系統。
同一時期，數位設備公司的社群成員泰德·赫斯（Ted Hess）破譯團隊對源代码設下的复制保护，另一名員工鮑伯·蘇普尼克（Bob Supnik）則將遊戲移植至Fortran程式語言。Fortran版本於1978年3月發布，讓更多未能接觸PDP-10大型電腦的玩家也能遊玩。當時，團隊決定為遊戲命名：由於「zork」一詞毫無意義，無法用於描述遊戲，故團隊將它排除在外，最終決定採用「地下城」（Dungeon）為遊戲標題。此名用於Fortran版本上，而它也在數位設備電腦用戶協會中傳播開來，成為受歡迎軟件。然而，TSR愛好者公司指遊戲標題侵犯了他們的《龍與地下城》商標，因此開發團隊不得不用回舊名。
1978年，開發團隊添加銀行和「皇家魔域謎題博物館」內容，以及玩家提出的一些謎題和想法。1979年2月，團隊在遊戲加入最後一個謎題，接著便著手發布錯誤修復更新。1981年1月，團隊發布最終更新。安德森將此歸因於團隊耗盡創意和時間，以及分配給遊戲的1MB內存空間不足。
遊戲內鮮有事先規劃好的內容，也沒有專門針對某個開發人員的內容；相反，每當某位成員有自己喜歡的想法，他便會將其添加到遊戲中，開發概念並編寫與之相配的文本。根據列柏齡所說，安德森專注於遊戲代碼，布蘭克和丹尼爾斯著手設計新謎題，而前者到了開發後期則將重心放在語法分析器，自己則負責地點的描述文本。安德森宣稱布蘭克編寫了大約40或50次分析器迭代，而丹尼爾負責構想謎題，不過多數都是由其他成員製成。他還將車輛和存檔功能歸功於布蘭克，又稱列柏齡製作了機器人、格魯以及戰鬥系統。為了讓玩家沉浸在遊戲之中，開發人員決定不描述玩家角色，刪除任何意外描述或性別代名詞。遊戲對於玩家指令的文字回應帶有意見和諷刺意味，而這種設計選擇反映開發團隊的說話模式。他們認為，這既能讓系統感覺不像電腦，又能訓練玩家以分析器能理解的方式編寫指令，而非以它會誤解的方式。

### Infocom
1979年，安德森、布蘭克、列柏齡聯同動態建模小組另外五名成員成立軟件公司Infocom，供成員在離開麻省理工學院後加入。公司成立初期，所有員工並非受薪，他們沒有就具體專案達成一致意見，不過討論重點是為小型计算机開發軟件。鑑於當時微型计算机開始流行，布蘭克和喬爾·貝雷斯（Joel Berez）故提議將《魔域》移植至這類電腦的計劃，以大幅擴大遊戲的受眾範圍。與大型電腦相比，微型電腦的記憶體空間非常有限；但是他們認為，如果使用软盘和自訂程式語言來把遊戲分成兩部分，這個項目應該可行。
由於新公司只擁有購買電腦的資金，因此布蘭克和貝雷斯在1979年夏秋兩季一直在無償地為參與這個項目。他們將遊戲移植到新的Zork實現語言（Zork Implementation Language, ZIL），然後在基於軟件的標準化「Z機器」電腦上運行。為了便於在不同類型的微型電腦上發布《魔域》或其他以ZIL開發的遊戲，他們編寫了可以運行Z機器的直譯器，這樣便毋須為各類微型電腦重寫遊戲。列柏齡把遊戲一分為二，創建獨立劇情，修改遊戲佈局，改善了遊戲流程，並把原本在連續劇情中出現的地點分開。
1979年年底，貝雷斯當選為公司總裁。同期，核心遊戲已完成，但僅能在DECSYSTEM-20大型電腦和PDP-11迷你電腦上運行。1980年初，Infocom購入一台TRS-80微型電腦，然後在布蘭克和斯科特·卡特勒（Scott Cutler）製作出直譯器後，該台電腦成功運行遊戲。公司開始準備發布遊戲第一部分，定名為《魔域：地下大帝國 第Ⅰ集》（Zork: The Great Underground Empire – Part I）。從未玩過這款遊戲的邁克·多恩布魯克（Mike Dornbrook）擔任玩家替代品，負責測試遊戲。事後，他認為這款遊戲將會大獲成功，並吸引一群狂熱粉絲，更敦促Infocom公司生產地圖、提示、海報、襯衫等周邊產品。雖然公司其他成員對於生產周邊產品一事沒有足夠信心，但他們仍在遊戲內留下通訊渠道，方便對這類產品很感興趣的玩家來函。
遊戲完成後，Infocom公司便開始尋找有著商店和經銷商網絡的專業發行商，成員均認為這比自行出版更可取。貝雷斯聯繫了微软，但遭拒絕，理由是《魔域》與微軟的1979年遊戲《微軟冒險》（即微軟版的《巨洞冒險》）存在競爭關係。微軟首席执行官比尔·盖茨是《魔域》的粉絲，但當他聽到這項提案時，Infocom公司已經與另一間發行商個人軟件公司（其中一間早期專業軟件發行商）洽談。個人軟件公司同意於1980年6月發行遊戲，並向Infocom公司支付預付款。《魔域：地下大帝國》，又名《魔域Ⅰ》，其針對TRS-80微型電腦的版本於1980年12月發行。由於個人軟件公司拒絕發行該作的1979年PDP-11版本，於是Infocom公司在1980年初通知PDP-11用戶組後售出一些遊戲副本。列柏齡聲稱，大約有20份磁碟副本直接連同安德森用打字機打出的手冊一起售出。
1980年底，《魔域Ⅰ》Apple II版本製成，並經個人軟件公司發行。一如預期，Infocom公司開始收到玩家的提示和地圖請求，貝雷斯負責處理地圖和海報訂單，多恩布魯克則為玩家編寫訂製提示。1981年9月，多恩布魯克創立獨立公司「魔域用戶組」（Zork Users Group），專門負責處理所有郵購和提示請求。最終，Infocom公司推出名為「InvisiClues」的提示手冊，包含超過175條提示，答案以漸進式顯示，並以隱形墨水書寫。同一時間，列柏齡開始將《魔域》後半部分轉換成《魔域Ⅱ》，而在此過程中，他設計出數個新的謎題。雖然早在1980年12月，他向微型電腦雜誌《Byte》透露這部作品分成上下兩集，但很快他就發現後半部分無法在已分配的記憶體空間內完成。結果，後半部遊戲拆分兩集，即《魔域Ⅱ：弗羅博茲巫師》（Zork II: The Wizard of Frobozz）和《魔域Ⅲ：地下城主》（Zork III: The Dungeon Master）。列柏齡聲稱將遊戲分成數集會產生不同的氛圍：《魔域Ⅰ》側重於探索和冒險風格的遊戲玩法，《魔域Ⅱ》更著重情節，並在遊戲基礎上增加魔法咒語，《魔域Ⅲ》則不那麼直截了當，且增設時間限制。布蘭克在設計《魔域Ⅲ》時改良遊戲玩法，包括修改點數系統，使遊戲不再是直接的迷宮探索。
Infocom公司於1981年4月將《魔域Ⅱ》交給個人軟件公司，並於6月簽訂合約，但Infocom公司對於是否繼續保持合作關係持謹慎態度。Infocom團隊認為，個人軟件公司未有大力宣傳《魔域Ⅰ》，亦似乎對於續集《魔域Ⅲ》以及公司其他計劃中的文字冒險遊戲（例如《死線》和《星際效應》）不感興趣。個人軟件公司不久後便完全停止發行娛樂軟件，並於1982年更名為維西公司，從而與旗下的VisiCalc電子試算表達致名稱一致。Infocom公司沒有另覓發行商，反而決定自行出版，並開始租用辦公場所，與生產公司簽約。另一方面，Infocom公司買斷了個人軟件公司的《魔域Ⅰ》Apple II版本庫存，於1981年底自行發行《魔域Ⅰ》和《魔域Ⅱ》，再於1982年秋季發行《魔域Ⅲ》。Infocom公司也為康懋達64、雅達利8位電腦系列、CP/M、IBM PC開發直譯器，並於1982年在這些平台上推出《魔域》三部曲。

## 反響

### 銷量
繼1980年發行後，《魔域Ⅰ》從1982年到1985年一直暢銷不衰，到了1986年已售出接近38萬份。在發行後的9個月內，個人軟件公司合共售出7,500份TRS-80和Apple II版本遊戲。隨著Infocom公司開始自行出版三部曲，加上個人電腦市場的擴大，遊戲銷量激增。以《魔域Ⅰ》為例，它在1982年底售出3.8萬份，1983年銷量接近十萬，1984年銷量升至15萬。它所取得的成功遠超Infocom公司後來的作品：《公司》雜誌在1983年報告內稱，縱使《魔域Ⅰ》只是Infocom公司15款已發行遊戲之一，卻佔據公司年銷售額的兩成。《魔域Ⅰ》的銷量於1985年開始下跌。雖然續作《魔域Ⅱ》和《魔域Ⅲ》也賣得很好，但始終不如首作。到了1986年，《魔域Ⅱ》和《魔域Ⅲ》分別賣出超過17萬份和13萬份。
1984年，三集《魔域》的總銷量合計超過25萬份。到了1986年，總銷量超過68萬份，當中包括同年發行的《魔域》三部曲合集。而到了1989年初，《魔域》三集的總銷量已超過76萬份。在1982年至1986年間，《魔域》三部曲銷量佔Infocom公司200萬遊戲總銷量的三分之一以上。1986年，電子遊戲開發商动视收購Infocom公司。1989年初，有報告指出《魔域》三部曲及其合集又售出約8萬份。

### 評價
《魔域》三部曲在當時的評論中受到高度讚揚。電腦雜誌《Byte》和《80 Micro》均稱讚遊戲文句，《Byte》的評論員更形容其「有趣、雄辯、風趣、精確」。雜誌《軟語》和《太空玩家》很喜歡遊戲的語法分析器，稱它能讓玩家輸入比早期遊戲更複雜的句子；其中《軟語》的評論指出，自《巨洞冒險》推出以來，所有同類型遊戲都限制玩家只能輸入兩字短語，不過他們也認為玩家在很大程度上會堅持使用更簡潔清晰的兩字指令。另外，《80 Micro》指出語法分析器讓玩家做太多事，故懷疑玩家能否通關遊戲。《Byte》總結時稱「在眾多類巨洞冒險遊戲之中，沒有一款能像《魔域》一樣達成這樣大膽且令人興奮的進步」；無獨有偶，《軟語》也得出類近觀點。
在《魔域Ⅰ》發售後的幾年內，它仍然收到不少稱讚它與《巨洞冒險》以及這一類型遊戲的評論。科幻作家傑里·普內爾在雜誌《Byte》的長期專欄上推薦這款遊戲，在1983年時他更說：「如果你喜歡《巨洞冒險》並想要更多……我保證你會喜歡《魔域》」《電腦遊戲世界》、《个人电脑杂志》、《軟面》分別在1982年和1983年都將遊戲推薦予任何對奇幻或冒險遊戲感興趣的人，更稱這部作品是他們的「必備品」。《家庭電腦》雜誌在1983年9月刊登評論，宣稱《魔域》是同類遊戲的經典作，也讓冒險類遊戲不再只是新奇的遊戲。
遊戲評論家同樣对《魔域Ⅱ》和《魔域Ⅲ》讚不絕口。《軟線》雜誌宣稱《魔域Ⅱ》是「幽默、機智、諷刺雙關語的完美結合」，因此推薦給新手玩家和經驗豐富的玩家。《個人電腦雜誌》表示遊戲具挑戰性，令人愉悅且有趣，將吸引所有玩家。《軟語》的評論則稱《魔域Ⅱ》脫離了第一集以及《巨洞冒險》，變得新鮮而有趣。《魔域Ⅱ》部分謎題後來被認為是極度困難，Infocom公司後來更在提示書上為其中一個謎題的難度和要求玩家具備棒球知識而道歉。針對《魔域Ⅲ》，《軟語》和《創新電腦》均將它評為三部曲中最好的作品。《個人電腦世界》稱此作的謎題雖然會令人感到沮喪，但整體來說它就像前兩作一樣令人興奮和迷惑。另一雜誌《K-Power》則稱《魔域Ⅲ》是「我們見過最聰明的微型電腦文字遊戲」。
1983年，《康懋達雜誌》（Commodore Magazine）在評價遊戲三部曲時，稱其為「最受歡迎也是最好的冒險遊戲」。1984年，艾迪生韦斯利出版了關於雅達利軟件的書籍，當中將《魔域》三部曲的綜合評分評為A+級；該書編輯稱《魔域Ⅰ》是最佳冒險遊戲，又指《魔域Ⅱ》具備與首作同樣出色的指令靈活性、諷刺幽默以及單詞識別能力，最後認為《魔域Ⅲ》也許是三部曲中最有趣的作品，是精妙和邏輯性的最高點。

## 影響

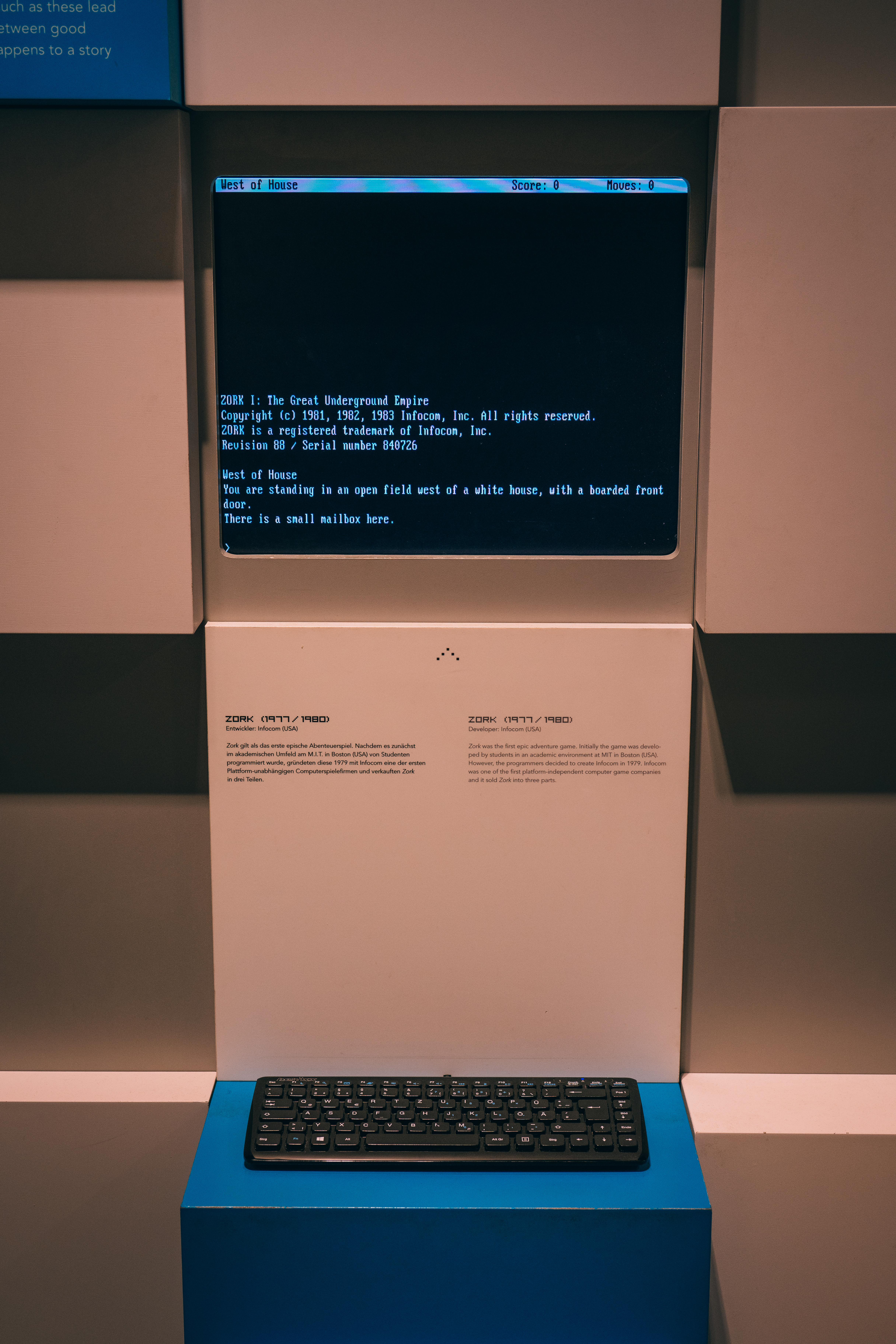
柏林電腦遊戲博物館裡的《魔域Ⅰ》展品

《魔域》被譽為「迄今為止最著名的『互動式遊戲』」和「文字冒險類遊戲之父」。遊戲歷史學家馬特·巴頓（Matt Barton）認為，「將《魔域》說成是有影響力的冒險遊戲，就好比說是首有影響力的詩歌一樣」。他續稱，與其說《魔域》影響了遊戲，倒不如說它向世人展示電腦可以模擬出豐富多彩的虛擬世界，也有助奠定圍繞探索、物品收集、克服難關的電子遊戲概念基礎。数字媒体教授尼克·蒙特福特在其2003年著作《曲折的小通道：文字冒險遊戲的創作方法》（Twisty Little Passages: An Approach to Interactive Fiction）中指出，《魔域》留下的遺產或影響力並不在於語法分析器或文句，而在於它以複雜、動態的方式構建遊戲世界，讓玩家在其中移動。另一數碼媒體教授珍妮特·莫瑞也在1997年著作《全息甲板上的哈姆雷特：網路空間敘事的未來》（Hamlet on the Holodeck: The Future of Narrative in Cyberspace）中認為，與當時的其他遊戲相比，這是遊戲編程方式所得出的結果，遊戲中每個區域、物品、角色都被模擬為各自的對象，可以以主動或被動方式行動。蒙特福特、莫瑞、麥可·赫倫（Michael Heron）均認為，《魔域》和《巨洞冒險》共同影響多用戶迷宮（MUD）類型的創建，並通過它影響大型多人在线角色扮演游戏類型。
《魔域》的自然語言剖析器被評論家認為具有很強烈的個性，它也是早期擁有自然語言解析器的遊戲之一。一些評論家認為它掀起了一股冒險遊戲寫作的強勁風潮，具有「後設作品幽默和自嘲傾向」。即使距離發行日已有數十年，但它仍然被認定是聊天機器人等文字介面的靈感來源。它還與其他文字冒險遊戲一同被用作測試自然語言處理系統的框架。
《魔域》在發行十多年後便被列入多個最佳電子遊戲排行榜。1992年，《電腦遊戲世界》將它列入名人堂。1996年，《電腦遊戲世界》和《次世代》將它列入「史上最佳遊戲」名單。1999年，《次世代》將三部曲視為整體並列入其「史上最佳50款遊戲」名單。2016年，《PC Gamer》將它列為史上最佳50款遊戲，稱它奠定Infocom公司的遊戲工作室地位，並定義了整整一代冒險遊戲。另外，美國國會圖書館於2007年也將遊戲評為「遊戲經典」。
時至今日，《魔域》的食人怪物「格魯」仍然被不少作品引用，作為對經典早期電腦遊戲的致敬，例如《NetHack》（1987年）、《魔兽世界》（2004年）、《心灵杀手》（2010年）等。微核說唱歌手MC Frontalot在歌曲It Is Pitch Dark的歌名和歌詞也有提及格魯。作家伯納德·佩龍（Bernard Perron）在討論電子遊戲中的恐怖元素時表示，被格魯獵殺是「玩家從未經歷過的恐怖場景」。電子遊戲網站IGN認為格魯是電子遊戲中的最佳反派，並表示「這裡一片漆黑。你很可能會被格魯吃掉。」的對白非常有效。網站又指，雖然Infocom公司後來有說明格魯的身體特徵，但玩家仍是會想像出「獨屬於自己的格魯」。網站更聲稱，雖然最初這個設計只是為了解決一個遊戲問題，但後來卻演變成「早期電子遊戲史上的主要妖怪」。

### 衍生作品
《魔域》是Infocom公司遊戲庫的核心；公司後來又推出數款使用《魔域》程式碼庫和「Z機器」變體的文字冒險遊戲，每款銷量數以萬計。1984年，即Infocom公司自行出版《魔域Ⅰ》的三年後，公司全職員工數目達到50人，年銷售額達600萬美元，並發行了另外12款遊戲。公司內部為這些早期作品起了與《魔域》相關的綽號，例如《魔域之秘》（Zork: the Mystery）、《太空魔域》、《魔域Ⅳ》（Zork IV）。到了1986年，公司已推出26款遊戲。雖然公司在1985年發行了表面上與《魔域》共享同一世界觀的《願望使者》，但它沒有再製作任何正式的魔域系列遊戲，只發行合集《魔域三部曲》（Zork Trilogy）。
1985年，Infocom公司建立名為「基石」的关系数据库產品，藉此進軍專業軟件領域。然而，產品銷情低迷，導致公司陷入財務困境，最後更於1986年賣盤予動視。Infocom公司隨後製作兩款《魔域》遊戲：添加了圖形地圖及更多角色扮演和戰鬥元素的《超越魔域》（1987年），以及添加了圖形元素、選單以及圖形小游戏的前傳作品《魔域0》（1988年）。Infocom公司在動視旗下的日子並不好過；面對著成本上升、利潤下降等因素，加上1988年沒有推出新產品，最終動視在1989年下令關閉這間工作室。
動視其後推出了數款與魔域系列相關的圖像冒險遊戲，包括《重返魔域》（1993年）、《魔域復仇者》（1996年）、《魔域：大判官》（1997年）。動視還在1997年推出自由文字冒險遊戲《魔域：未知的地下世界》，部分內容由前Infocom公司員工馬克·布蘭克和邁克爾·博林創作，旨在推廣同年發售的《魔域：大判官》。另一方面，愛爾蘭線上遊戲公司Jolt Online Gaming於2009年推出免費增值的網頁線上冒險遊戲《魔域傳奇》。
自《魔域三部曲》以來，原版《魔域》已在多個合集中重新發行，包括《Infocom：失落的寶藏》（1991年）、《魔域選集》（1994年）、《Infocom經典文字冒險傑作》（1996年）、《魔域傳奇合輯》（Zork Legacy Collection，1996年）。1996年，即距離原作發行的19年後，日本遊戲發行公司翔泳社為PlayStation和世嘉土星製作了《魔域Ⅰ》的圖形移植版本。四十多年來，《魔域》的非官方版本絡繹不斷，在各類系統（如瀏覽器或智能音箱）上都有其蹤影。
Infocom公司的遊戲開發者史蒂夫·麥瑞茲基曾撰寫數本以魔域世界為背景的游戏书，於1983年至1984年間出版：《克里爾的力量》（The Forces of Krill）、《馬里費斯特羅探險》（The Malifestro Quest）、《末日洞穴》（The Cavern of Doom）、《征服昆多爾》（Conquest at Quendor）。這些書籍被統稱作「魔域書」，以《惊险岔路口》系列風格的互動小說形式呈現，讀者須不時作出選擇，然後翻至指定頁面。另外，作家喬治·亞歷克·埃芬格和羅賓·韋恩·貝利根據原版遊戲分別出版兩本小說，即《魔域編年史》（Zork Chronicles，1990年）和《魔域：失落之城》（The Lost City of Zork，1991年）。1996年，極限娛樂取得《魔域》版權，並宣布計劃製作《魔域》電影和真人電視劇，但該計劃從未付諸實施。

## 備註
1. ↑  即1982年遊戲《死線》。
2. ↑  即1982年遊戲《星際效應（英语：Starcross (video game)）》。
3. ↑  即1983年遊戲《魔法師（英语：Enchanter (video game)）》。

## 腳注
1. ↑  Montfort 2003，第99-109頁.
2. 1 2  Lebling, Dave; Blank, Marc; Anderson, Tim. . Computer. 1979-04, 12 (4): 51–59. doi:10.1109/mc.1979.1658697 （英语）.
3. 1 2 3  Blank & Lebling 1984a，第12-20頁.
4. 1 2 3 4 5 6  Rignall, Jaz. . USGamer. 2015-12-25  [2023-12-30]. （原始内容存档于2022-11-30） （英语）.
5. ↑  Montfort 2003，第97頁.
6. ↑  Montfort 2003，第97, 129-130頁.
7. 1 2 3  Montfort 2003，第129-134頁.
8. 1 2  . Infocom. 1982  [2023-12-30]. （原始内容存档于2022-09-26） （英语）.
9. 1 2  Lebling, Dave. . Byte. Vol. 5 no. 12. 1980-12: 172–182. ISSN 0360-5280 （英语）.
10. 1 2 3 4 5 6 7  Anderson, Tim. . The New Zork Times. Vol. 4 no. 1. Winter 1985: 6–7, 11 （英语）.
11. ↑  Montfort 2003，第108頁.
12. ↑  Blank & Lebling 1984b，第12-20頁.
13. ↑  Blank & Lebling 1984c，第12-20頁.
14. ↑  Blank & Lebling 1984a，第3-10頁.
15. 1 2 3 4 5 6  Lebling, Dave.  (conference presentation). 2014  [2024-01-01]. （原始内容存档于2022-08-15） –Game Developers Conference （英语）.
16. ↑  Smith 2019，第383-385頁.
17. ↑  Yokal, Kathy. . Compute!'s Gazette. Vol. 1 no. 4. 1983-10: 64–66. ISSN 0737-3716 （英语）.
18. 1 2 3 4 5 6  . Retro Gamer. No. 77. May 2010: 36–39. ISSN 1742-3155 （英语）.
19. ↑  Dibbell 1998，第56-57頁.
20. 1 2 3 4 5 6 7  Anderson, Tim. . The New Zork Times. Vol. 4 no. 2. Spring 1985: 3–5 （英语）.
21. ↑  Supnik, Bob.  (Video). Jason Scott. 2006-10-25  [2024-01-13] （英语）.
22. 1 2 3 4  Dyer, Richard. . The Boston Globe. 1984-05-06  [2024-01-14]. （原始内容存档于1999-02-22） （英语）.
23. 1 2 3 4 5 6 7 8 9 10 11 12 13  Galley, Stu. . The New Zork Times. Vol. 4 no. 3. Summer 1985: 4–5 （英语）.
24. 1 2  Dornbrook, Mike.  (PDF). Zork Users Group. 1982  [2024-01-20]. （原始内容存档 (PDF)于2023-08-30） （英语）.
25. ↑  Langdell, James. . PC Magazine. Vol. 2 no. 6. 1983-11: 75. ISSN 0888-8507 （英语）.
26. ↑  . Computer Gaming World. Vol. 2 no. 5. 1982-09/10: 2  [2024-01-20]. ISSN 0744-6667. （原始内容存档于2023-10-03） （英语）.
27. 1 2  Solomon, Abby. . Inc. 1983-10  [2024-01-20]. ISSN 0162-8968. （原始内容存档于2009-12-14） （英语）.
28. ↑  Mace, Scott. . InfoWorld. 1984-04-02: 56. ISSN 0199-6649 （英语）.
29. ↑  Ditlea, Steve; Onosco, Tim; Kunkel, Bill. . Video. Vol. 8 no. 11. 1985-02: 35. ISSN 0147-8907 （英语）.
30. ↑  Onosco, Tim; Kohl, Louise; Kunkel, Bill; Garr, Doug. . Video. Vol. 8 no. 12. 1985-03: 43. ISSN 0147-8907 （英语）.
31. ↑  Ciraolo, Michael. . II Computing. Vol. 1 no. 1. 1985-10: 51. ISSN 0889-9134 （英语）.
32. 1 2 3 4 5 6 7 8  Carless, Simon. . GameSetWatch. 2008-09-20  [2024-01-20]. （原始内容存档于2008-09-24） （英语）.
33. 1 2  Liddil, Bob. . Byte. Vol. 6 no. 2. 1981-02: 262–264. ISSN 0360-5280 （英语）.
34. 1 2  Marshall, Debra. . 80 Micro. No. 20. 1981-08: 32. ISSN 0744-7868 （英语）.
35. 1 2  . Softalk. Vol. 1 no. 10. 1981-06: 53. ISSN 0274-9629 （英语）.
36. ↑  Mishcon, Jon. . The Space Gamer. No. 40. 1981-06: 36. ISSN 0194-9977 （英语）.
37. ↑  Pournelle, Jerry. . Byte. Vol. 8 no. 6. June 1983: 411. ISSN 0360-5280 （英语）.
38. ↑  Maloy, Deirdre L. . Computer Gaming World. Vol. 1 no. 2. 1982-01/02: 32  [2024-01-20]. ISSN 0744-6667. （原始内容存档于2023-12-07） （英语）.
39. ↑  Cook, Richard. . PC Magazine. Vol. 1 no. 8. 1982-12: 99. ISSN 0888-8507 （英语）.
40. ↑  Renne, Mark. . SoftSide. Vol. 6 no. 11. 1983-09: 50–51. ISSN 0274-8630 （英语）.
41. ↑  Grevstad, Eric. . Family Computing. Vol. 1 no. 1. 1983-09: 98. ISSN 0899-7373 （英语）.
42. ↑  Repstad, Tom. . Softline. Vol. 1 no. 5. 1982-05: 17  [2024-01-20]. ISSN 0745-4988. （原始内容存档于2023-04-05） （英语）.
43. ↑  Leibson, Steve. . PC Magazine. 1982-12: 167, 169, 171. ISSN 0888-8507 （英语）.
44. ↑  . Softalk. Vol. 2 no. 7. 1982-03: 53. ISSN 0274-9629 （英语）.
45. 1 2 3 4 5 6  Barton, Matt. . Game Developer. 2007-06-28  [2024-01-20]. （原始内容存档于2023-02-02） （英语）.
46. ↑  . Infocom. 1982  [2024-01-20]. （原始内容存档于2023-02-06） （英语）.
47. ↑  . Softalk. Vol. 3 no. 1. 1982-09: 53. ISSN 0274-9629 （英语）.
48. ↑  Townsend, Carl. . Creative Computing. 1983-11  [2024-01-20]. （原始内容存档于2022-11-16） （英语）.
49. ↑  . PC World. 1983-10: 180–181. ISSN 0737-8939 （英语）.
50. ↑  Saberhagen, Eric; Saberhagen, Tom. . K-Power. 1984-02: 58. ISSN 0741-5192 （英语）.
51. ↑  . Commodore Magazine. Vol. 3 no. 6. 1983-11: 8–11. ISSN 0814-5741 （英语）.
52. ↑  Stanton et al. 1984，第30-31頁.
53. ↑  Montfort 2003，第98-99頁.
54. ↑  Barton 2019，第35頁.
55. ↑  Montfort 2003，第99頁.
56. ↑  Murray 2017，第76-79頁.
57. ↑  Heron, Michael. . Game Developer. 2016-08-03  [2024-01-20]. （原始内容存档于2022-12-27） （英语）.
58. ↑  Murray 2017，第86頁.
59. ↑  Bonello, Krista; Giappone, Rutter. . Game Studies. 2015-07, 15 (1)  [2024-01-20]. ISSN 1604-7982. （原始内容存档于2023-12-04） （英语）.
60. 1 2  Woyke, Elizabeth. . MIT Technology Review. 2017-08-22  [2024-01-21]. （原始内容存档于2023-09-24） （英语）.
61. ↑  Yao, S.; Narasimhan, K.; Hausknecht, M. . North American Chapter of the Association for Computational Linguistics. 2021. arXiv:2103.13552  （英语）.
62. ↑  Luketina, J.; Nardelli, N.; Farquhar, G.; Foerster, J.; Andreas, J.; Grefenstette, E.; Whiteson, S.; Rocktäschel, T. . International Joint Conference on Artificial Intelligence. 2019. arXiv:1906.03926  （英语）.
63. ↑  Jansen, P. A. . 2021. arXiv:2107.04132  [cs.CL] （英语）.
64. ↑  . Computer Gaming World. No. 100. 1992-11: 193  [2024-01-21]. ISSN 0744-6667. （原始内容存档于2023-09-29） （英语）.
65. ↑  . Computer Gaming World. No. 148. 1996-11: 64–80  [2024-01-21]. ISSN 0744-6667. （原始内容存档于2023-10-30） （英语）.
66. ↑  . Next Generation. No. 21. 1996-09: 56. ISSN 1078-9693 （英语）.
67. ↑  . Next Generation. No. 50. February 1999: 73. ISSN 1078-9693 （英语）.
68. ↑  Fenlon, Wes. . PC Gamer. 2016-01-18  [2024-01-21]. （原始内容存档于2023-10-20） （英语）.
69. ↑  Chaplin, Heather. . The New York Times. 2007-03-12: E7  [2024-01-21]. （原始内容存档于2023-09-16） （英语）.
70. ↑  Banks, Mejia & Adams 2017，第70頁.
71. ↑  Rouner, Jef. . Houston Press. 2020-01-17  [2024-01-21]. （原始内容存档于2020-01-18） （英语）.
72. ↑  Perron 2014，第15頁.
73. ↑  . IGN. 2010-05-08  [2024-01-21]. （原始内容存档于2010-05-15） （英语）.
74. ↑  Knight, Kyle. . AllGame.   [2023-01-27]. （原始内容存档于2014-11-14） （英语）.
75. ↑  Knight, Kyle. . AllGame.   [2023-01-27]. （原始内容存档于2014-11-14） （英语）.
76. ↑  . Computer Gaming World. No. 46. 1988-04: 9  [2023-01-27]. ISSN 0744-6667. （原始内容存档于2023-12-07） （英语）.
77. ↑  . Computer Gaming World. No. 63. 1989-09: 10  [2023-01-27]. ISSN 0744-6667. （原始内容存档于2023-07-05） （英语）.
78. ↑  . AllGame.   [2023-01-27]. （原始内容存档于2014-11-14） （英语）.
79. ↑  . AllGame.   [2023-01-27]. （原始内容存档于2014-11-14） （英语）.
80. ↑  Deci, T. J. . AllGame.   [2023-01-27]. （原始内容存档于2014-11-14） （英语）.
81. ↑  Knight, Kyle. . AllGame.   [2023-01-27]. （原始内容存档于2014-11-14） （英语）.
82. ↑  Cohen, Peter. . MacWorld. 2009-04-01  [2023-01-27]. （原始内容存档于2022-08-17） （英语）.
83. ↑  . The Centre for Computing History.   [2023-01-27]. （原始内容存档于2019-12-30） （英语）.
84. ↑  . Next Generation. No. 2. 1995-02: 96. ISSN 1078-9693 （英语）.
85. ↑  . Next Generation. No. 24. 1996-12: 272. ISSN 1078-9693 （英语）.
86. ↑  . PC Zone. No. 52. 1997-07: 16. ISSN 0967-8220 （英语）.
87. ↑  . Gamer.   [2023-01-27]. （原始内容存档于2022-12-24） （日语）.
88. ↑  Langford, Dave; Clute, John. .  3rd. 2021  [2023-01-27]. （原始内容存档于2023-05-14） （英语）.
89. ↑  Effinger, George Alec. . Avon. 1990. ISBN 978-0-380-75388-8 （英语）.
90. ↑  Bailey, Robin Wayne. . Avon. 1991. ISBN 978-0-380-75389-5 （英语）.
91. ↑  . Electronic Gaming Monthly. No. 82. 1996-05: 18. ISSN 1058-918X （英语）.
92. ↑  . GamePro. 1996-05: 21. ISSN 1042-8658 （英语）.

## 文獻
- Banks, Jaime; Mejia, Robert; Adams, Aubrie (编). . Rowman & Littlefield. 2017. ISBN 978-1-4422-7813-4 （英语）.
- Barton, Matt. . CRC Press. 2019. ISBN 978-1-00-000092-4 （英语）.
- Blank, Marc; Lebling, Dave.  (PDF). Infocom. 1984. （原始内容存档 (PDF)于2023-12-18） （英语）.
- Blank, Marc; Lebling, Dave.  (PDF). Infocom. 1984. （原始内容存档 (PDF)于2023-12-18） （英语）.
- Blank, Marc; Lebling, Dave.  (PDF). Infocom. 1984. （原始内容存档 (PDF)于2023-12-18） （英语）.
- Dibbell, Julian. . Holt Paperbacks. 1998. ISBN 978-0-8050-3626-8 （英语）.
- Montfort, Nick. . MIT Press. 2003. ISBN 978-0-262-13436-1 （英语）.
- Murray, Janet.  2nd. MIT Press. 2017. ISBN 978-0-262-53348-5 （英语）.
- Perron, Bernard. . McFarland & Company. 2014. ISBN 978-0-7864-5479-2 （英语）.
- Smith, Alexander. . 1: 1971-1982. CRC Press. 2019. ISBN 978-1-138-38990-8 （英语）.
- Stanton, Jeffrey; Wells, Robert P.; Rochowansky, Sandra; Mellid, Michael (编). . Addison-Wesley. 1984. ISBN 0-201-16454-X （英语）.

## 外部連結
- 在文字冒險遊戲資料庫 （页面存档备份，存于）上的初版《魔域》 （页面存档备份，存于）、《魔域Ⅰ》 （页面存档备份，存于）、《魔域Ⅱ》 （页面存档备份，存于）、《魔域Ⅲ》 （页面存档备份，存于）（英文）
- 1977年PDP-10版本的原始碼 （页面存档备份，存于）（英文）